# Wartberg an der Krems
Wartberg an der Krems là một đô thị ở huyện Kirchdorf an der Krems bang Oberösterreich, nước Áo. Đô thị này có diện tích 31,6 km², dân số thời điểm ngày 31 tháng 12 năm 2005 là 2934 người.